# Meshael Alayban
Meshael Alayban es una mujer saudí acusada de trata de personas en Irvine, California. Es una de las esposas del príncipe Abdulrahman, hijo de Nasser bin Abdulaziz. Ella estuvo presente con una visa de turista y vivía en un apartamento en Gramercy St. En julio de 2013, fue puesta en libertad en baja fianza de unos USD $ 5,000,000.